# 和地山 (浜松市)
和地山（わぢやま）は静岡県浜松市中央区の町名。現行行政地名は和地山一丁目～和地山三丁目。住居表示実施済。

## 地理
東で住吉一丁目、西で文丘町、南で城北、北で和合町と接する。

### 学区
- 浜松市立城北小学校（一丁目の一部は浜松市立追分小学校）
- 浜松市立北部中学校

## 歴史

### 町名の由来
かつて浜名郡和地村の入会地であったため。和地村の山、つまり和地山である。なお、大正時代までは現在の幸や住吉も和地山に含まれていたが、1912年に浜松市に編入したことから現在の和地山のみが和地山と呼ばれている。

### 沿革
- 1889年（明治22年）4月1日 - 町村制の施行により、敷知郡和地山村が周辺の村と合併して敷知郡富塚村となる[WEB 8]。旧村名は富塚村の大字として残る[書籍 2]。
- 1896年（明治29年）4月1日 - 郡制の施行により、富塚村の所属郡が浜名郡に変更となる。
- 1912年（大正元年）10月1日 - 富塚村の一部（大字和地山の一部など）が浜松市に編入される。
- 1925年（大正14年）5月1日 -  地籍整理により、大字和地山から和地山町に町名変更を実施。また、大字両追分及び大字和合の各一部を編入[書籍 3]。
- 1965年（昭和40年）4月1日 - 住居表示の実施に伴い、和地山町・追分町・和合町の各一部を合わせて和地山一丁目～和地山三丁目が成立。
- 1966年（昭和41年）5月1日 - 住居表示の実施に伴い、和地山一丁目の区域に上池川町の一部を、また和地山二丁目の区域に和地山町の一部を編入。この時、和地山町の各一部地域が文丘町と城北にも編入されたため和地山町が廃止となる。
- 2006年（平成18年）10月1日 - 浜松市立城北図書館が移転オープンする。
- 2007年（平成19年）4月1日 - 浜松市が政令指定都市となる。和地山は中区の一部となる。
- 2024年（令和6年）1月1日 - 浜松市の行政区再編により、和地山は中央区の一部となる。

## 施設
- 浜松市立城北図書館
- 浜松市和地山公園
- 静岡県自動車学校浜松校
- 浜松和地山郵便局
- 清水銀行浜松北支店
- セブン-イレブン浜松和地山2丁目店

## 交通

### バス
- 遠鉄バス8富塚じゅんかん：（浜松駅（せいれい病院経由） 方面 - ）和地山北（ - 富塚車庫・浜松駅（医療センター経由） 方面）
- 遠鉄バス40気賀三ヶ日線：（浜松駅（北高・尾張町経由） 方面 - ）和地山 - 和地山上（ - 姫街道車庫・聖隷三方原病院・気賀駅前・三ヶ日車庫 方面）
- 遠鉄バス41高台線、43引佐線、45奥山線、46・46-テ都田線、47葵町医大線：（浜松駅（ゆりの木通り・尾張町経由） 方面 - ）和地山 - 和地山上（ - 花川運動公園／聖隷三方原病院・気賀駅前（金指街道経由）／奥山／都田 方面）
- 遠鉄バス48和合西山線：（浜松駅（下池川町・広小路経由） 方面 - ）和地山 - 和地山上（ - 西山（・広報館）方面）

### 道路
- 国道257号（姫街道）
- 浜松市道和地山和合線（大正坂）

## その他

### 警察
警察の管轄区域は以下の通りである。
| 番・番地等 | 警察署         | 交番・駐在所 |
| ---------- | -------------- | ------------ |
| 全域       | 浜松中央警察署 | 北部交番     |

### 消防署
消防の管轄区域は以下の通りである。
| 番・番地等 | 消防署   | 本署/出張所 |
| ---------- | -------- | ----------- |
| 全域       | 中消防署 | 本署        |

### 書籍
1. ↑  『わが町文化誌 台地と水と輝き』浜松市高台公民館、1999年1月15日、25頁。
2. ↑  『浜松市史 三』浜松市役所、1980年3月26日、176頁。
3. ↑  『浜松市史 三』浜松市役所、1980年3月26日、355,356頁。

### WEB
1. ↑  “h02_22.csv”.   総務省 (2022年2月10日). 2024年10月11日閲覧。
2. ↑  “chuouku_menseki.xlsx”.   浜松市 (2024年3月12日). 2024年10月11日閲覧。
3. ↑  “zissizennzi.pdf”.   浜松市. 2024年6月14日閲覧。
4. ↑  “静岡県 浜松市中央区 和地山の郵便番号 - 日本郵便”.   日本郵便. 2025年2月15日閲覧。
5. ↑  “市外局番の一覧”.   総務省 (2022年3月1日). 2024年6月14日閲覧。
6. ↑  “事業所案内及び管轄地域（事務所3件、分室3件）”.   一般社団法人静岡県自動車会議所. 2024年6月14日閲覧。
7. ↑  “zissiitiran1.pdf”.   浜松市 (2024年1月1日). 2024年6月14日閲覧。
8. ↑  “historyofcities.pdf”.   静岡県総務部合併推進室・財団法人静岡県市町村振興協会. 2024年10月5日閲覧。
9. ↑  “北部交番｜静岡県警察”.   静岡県警察 (2024年1月1日). 2024年6月14日閲覧。
10. ↑  “消防署の町別管轄「わ」／浜松市”.   浜松市 (2024年3月21日). 2024年6月17日閲覧。